# گلد هیل (اورگن)
گلد هیل (به انگلیسی: Gold Hill) شهری در شهرستان جکسون ایالت اورگن است و در سرشماری سال ۲۰۱۱ میلادی، ۱٬۲۲۰ نفر جمعیت داشته که نسبت به سال ۲۰۱۰، ۰ درصد رشد جمعیت داشته‌است.